# Maximalism
| Recensies          | Recensies |
| Publicatie         | Score     |
| ------------------ | --------- |
| BraveWords         | 7.5/10    |
| Metal Hammer (GER) | 2/7       |
| Metal Hammer (UK)  | [ 3 ]     |
| Metal Temple       | 10/10     |
| The Soundboard     | 5/10      |
| We Love Metal      | 10/10     |

Maximalism (gestileerd in hoofdletters) is het vierde studioalbum van de Zweeds-Deense heavy metal band Amaranthe. Het is ook het laatste album met zanger en mede-oprichter Jake E.

## Tracklist
| 1.                 | Maximize           | 3:10 |
| 2.                 | Boomerang          | 3:23 |
| 3.                 | That Song          | 3:13 |
| 4.                 | 21                 | 3:05 |
| 5.                 | On the Rocks       | 3:09 |
| 6.                 | Limitless          | 3:10 |
| 7.                 | Fury               | 2:58 |
| 8.                 | Faster             | 3:26 |
| 9.                 | Break Down and Cry | 3:56 |
| 10.                | Supersonic         | 3:18 |
| 11.                | Fireball           | 3:15 |
| 12.                | Endlessly          | 3:44 |
| Totale duur: 39:47 |                    |      |

| 13.                | Burn with Me (live in O2 Islington, London 2014)            | 4:15 |
| 14.                | 1.000.000 Lightyears (live in O2 Islington, London 2014)    | 3:24 |
| 15.                | Leave Everything Behind (live in O2 Islington, London 2014) | 3:26 |
| Totale duur: 50:52 |                                                             |      |

## Personeel

### Amaranthe
- Elize Ryd – zang, muziek, teksten
- Jake E – zang, comixer, muziek, teksten
- Henrik Englund – grunts
- Olof Mörck - gitaren, toetsen, coproducer, comixer, programmering mixer, producer, muziek, tekst
- Morten Løwe Sørensen - drums
- Johan Andreassen - basgitaar

### Crew
- Jacob Hansen – producer, engineer, mixing, mastering
- Jakob Herrmann – co-producer, engenieer
- Mattias Bylund – strijkers op "Endlessly"
- Michael Bohlin – mixen van Japanse bonustracks
- Gustavo Sazes – hoesontwerp
- Patric Ullaeus – fotografie
- Jonas Haagensen – studioassistent & co-engineering
- Christoffer Borg – studioassistent & co-engineering

- MusicBrainz release group: 959b6333-3ea4-40ea-9f49-0382fb9126b6